# 엑스칼리버 (영화)
《엑스칼리버》(영어: Excalibur)는 아서왕의 전설과 성검(聖劍) 엑스칼리버를 소재로 한 영국과 미국의 1981년 서사 중세 판타지 영화이다. 존 부어먼이 감독하고, 나이절 테리, 헬렌 미렌, 니콜 윌리엄슨, 니컬러스 클레이, 셰리 렁기, 리엄 니슨, 게이브리얼 번 등이 출연하였다.

## 줄거리
중세 암흑시대에 마법사 멀린은 우서 펜드래건을 위해 호수의 귀부인에게서 명검 엑스칼리버를 구해온다. 왕이 된 우서는 강적 콘월 공작과의 화해 잔치에서 그의 처 이그레인을 보고 탐을 내고, 멀린의 마법을 빌어 콘월의 모습으로 변해 동침에 성공한다.
그 결과 태어난 아서는 멀린과의 약속에 따라 마법을 사용한 대가로 멀린에게 맡겨진다. 우서는 죽기 전 엑스칼리버를 바위에 박아 넣는다. 멀린은 그 검을 뽑은 자가 왕이 될 것이라고 선언하지만 아무도 그 검을 바위에서 뽑지내지 못한다.
엑터에게 맡겨져 출생의 비밀을 모른 채 자라 청년이 된 아서는 엑터의 아들인 기사 케이경의 심부름꾼으로 지내다가 우연히 엑스칼리버를 쉽게 뽑아 든다. 아서는 다시 나타난 마법사 멀린과 함께 지내면서 칼의 마력을 알게 된다. 리오디그랜스는 바로 아서에게 충성을 맹세하지만 몇몇 기사들은 그가 서자라는 이유로 왕으로 인정하지 않으려 한다. 아서는 자신의 편에 선 기사들과 함께 그들과 싸워 이기고 왕위에 올라 원탁의 기사라는 동맹을 결성하고 캐멀롯을 짓는다.
이렇게 화려한 기사단의 황금시대를 맞이하지만 뛰어난 기사 랜슬롯 경과 왕비 귀니비어가 사랑에 빠져 불륜을 저지르고, 아서가 귀니비어의 모습으로 보이는 마법을 쓴 이부 누나 모가나와 관계해 모드레드가 태어난 뒤 기근과 질병이 번진다. 마력이 깃든 번개를 맞고 쇠약해진 아서는 본인과 땅의 회복을 위해 기사들에게 성배를 찾아오게 하지만 많은 기사들이 모가나의 계략에 빠지고, 성인이 된 모드레드는 반란을 일으킨다.
갖은 고생 끝에 퍼시벌이 성배를 구해온 뒤 아서 본인과 땅이 회복된다. 아서와 모드레드 간 최후의 결전에서 아서는 모드레드를 찔러 죽이지만 본인 역시 치명적인 부상을 입고 퍼시벌에게 엑스칼리버를 호수에 던져 버리라고 유언한다. 후에 왕의 재목이 나타난다면 엑스칼리버는 호수 위로 떠오를 것이다. 호수로 간 퍼시벌이 엑스칼리버를 던지자 귀부인의 손이 수면 위로 올라와 엑스칼리버를 쥐고 물 속으로 다시 사라진다. 아서왕을 태운 배는 바다 저 멀리 애벌론으로 떠나버린다.

## 출연진
- 나이절 테리 - 아서왕 역
- 헬렌 미렌 - 모건 러페이 역
  - 케이 매클래런 - 나이가 든 모가나 역
  - 바버라 번 - 어린 모가나 역
- 니콜 윌리엄슨 - 멀린 역
- 니컬러스 클레이 - 랜슬롯 경 역
- 셰리 렁기 - 귀니비어 왕비 역
- 폴 제프리 - 퍼시벌 역
- 코린 레드그레이브 - 콘월 공작 역
- 패트릭 스튜어트 - 리오디그랜스 역
- 클라이브 스위트프 - 엑터 역
- 리엄 니슨 - 거웨인 경 역
- 게이브리얼 번 - 우서 펜드래건 왕 역
- 로버트 애디 - 모드레드 역
  - 찰리 부어먼 - 어린 모드레드 역
- 캐트린 부어먼 - 이그레인 역
- 키어런 하인즈 - 롯왕 역
- 나일 오브라이언 - 케이 역

## 같이 보기
- 엑스칼리버